# Tyler Smith (basket-ball, 2004)
Ne doit pas être confondu avec Tyler Smith, joueur de basket-ball né en 1986 et Tyler Smith, joueur de baseball.
Pour les articles homonymes, voir Tyler Smith, Tyler et Smith.
Tyler Smith, né le  2 novembre 2004 à La Nouvelle-Orléans en Louisiane, est un joueur américain de basket-ball évoluant aux postes d'ailier fort et pivot. Il mesure 2,06 m.

## Biographie

### Overtime Elite (2021-2023)
Le 22 août 2021, il décide de ne pas aller à l'université et signe un contrat de deux ans en Overtime Elite (en), une ligue créée cette même année, basée à Atlanta avec des joueurs âgés de 16 à 20 ans,.
Lors de sa deuxième année, il joue pour l'équipe Cold Hearts et est nommé dans le deuxième meilleur cinq majeur.

### NBA G League Ignite (2023-2024)
Le 1er juillet 2023, il rejoint l'équipe de G-League de NBA G League Ignite.
Le 17 avril 2024, il annonce qu'il se présente à la draft 2024 de la NBA.

## Palmarès

### Universitaire
- NBA G League Next Up Game (2024)
- All-OTE Second Team (2023)

## Statistiques

### NBA Gatorade League
| Saison    | Équipe              | Matchs | Titul. | Min./m | % Tir | % 3pts | % LF | Rbds/m. | Pass/m. | Int/m. | Ctr/m. | Pts/m. |
| --------- | ------------------- | ------ | ------ | ------ | ----- | ------ | ---- | ------- | ------- | ------ | ------ | ------ |
| 2023-2024 | NBA G League Ignite | 27     | 2      | 22,0   | 48,1  | 36,4   | 72,5 | 5,07    | 1,11    | 0,70   | 1,00   | 13,44  |
| Carrière  | Carrière            | 27     | 2      | 22,0   | 48,1  | 36,4   | 72,5 | 5,07    | 1,11    | 0,70   | 1,00   | 13,44  |